# 索洛德恰农村居民点
索洛德恰农村居民点（俄语：Солодчинское сельское поселение）是俄罗斯联邦伏尔加格勒州奥利霍夫卡区所属的一个农村居民点。其下辖有6个居民点，行政中心为索洛德恰。据2016年统计，该农村居民点的人口为2084人。